# Kunugia kobesi
Kunugia kobesi is een vlinder uit de familie van de spinners (Lasiocampidae). De wetenschappelijke naam van de soort is voor het eerst geldig gepubliceerd in 1990 door Holloway & Bender.